# Madeline Kahn
Madeline Kahn, pseudonimo di Madeline Gail Wolfson (Boston, 29 settembre 1942 – New York, 3 dicembre 1999), è stata un'attrice e soprano statunitense.
Ottenne due candidature per l'Academy Awards, quattro per il Golden Globe e vinse un Tony Award e un Emmy Award come miglior attrice. È conosciuta principalmente per i suoi ruoli nelle commedie cinematografiche americane.

## Biografia
Nata a Boston, Massachusetts, dalla diciassettenne Paula Goldberg e da Bernard Wolfson, Madeline Kahn aveva soltanto due anni quando i suoi genitori divorziarono al ritorno del padre dal fronte della seconda guerra mondiale. Dopo il divorzio, sua madre e lei si trasferirono a New York. Già mentre frequentava le scuole inferiori si appassionò alla recitazione, partecipando a numerose produzioni scolastiche, sempre supportata dalla madre. Nel 1960 si diplomò alla Martin Van Buren High School del Queens, e successivamente si iscrisse alla Hofstra University, dove si laureò nel 1964 dopo aver studiato arte drammatica e musica.
Iniziò la sua carriera d'attrice subito dopo la laurea, adottando il nome di Madeline Kahn. Il primo ingaggio fu come corista nel revival teatrale di Kiss Me, Kate. Nel 1967 esordì a Broadway, mentre la sua prima apparizione in un film avvenne nel 1968 in De Düva: The Dove. Ottenne il suo primo ruolo di rilievo nel 1972 nella commedia Ma papà ti manda sola? e nel 1974 ricevette la prima candidatura all'Oscar quale miglior attrice non protagonista per Paper Moon - Luna di carta.
Dal 1974 in poi la sua carriera continuò al cinema con una serie di commedie che le valsero numerosi riconoscimenti, affermandola come attrice di grande talento, anche in parti comiche. Venne diretta da Mel Brooks in tre film consecutivi, Mezzogiorno e mezzo di fuoco (1974), per il quale ricevette la sua seconda candidatura all'Oscar, Frankenstein Junior (1974), entrambi accanto a Gene Wilder, e Alta tensione (1977). Nel 1975 collaborò nuovamente con Gene Wilder, che la diresse nella commedia avventurosa Il fratello più furbo di Sherlock Holmes, una satira del genere poliziesco. Nel 1978 Kahn interpretò il personaggio comico di Mrs. Montenegro in A proposito di omicidi... di Neil Simon e diretto da Robert Moore, una parodia sia di Casablanca che de Il mistero del falco. In seguito, nel 1981 lavorò ancora per Brooks in La pazza storia del mondo.
Prediligendo ruoli comici piuttosto che drammatici, la sua carriera continuò anche negli anni ottanta, periodo in cui fece numerose partecipazioni televisive e ottenne un proprio live show, che però durò solo due stagioni a causa della scarsa audience. Tornò al teatro negli anni novanta, vincendo il Tony Award nel 1993 per la sua interpretazione in The Sisters Rosensweig. Parallelamente continuò la sua attività cinematografica prestando la voce in diversi lavori. Nel 1999 partecipò al suo ultimo film, Judy Berlin, per una casa indipendente.
All'inizio del 1999 le fu diagnosticato un cancro alle ovaie. Nonostante fosse in cura, continuò a lavorare e apparve anche nella serie televisiva Cosby, dove interpretò la parte di Pauline Fox. Mentre la malattia progrediva rapidamente, nell'ottobre 1999 l'attrice sposò il suo compagno di vita, John Hansbury. Morì il 3 dicembre 1999 a New York.

## Teatro
- Leonard Sillman's New Faces of 1968 (1968)
- Two by Two (1970)
- Boom Boom Room (1973)
- On the Twentieth Century (1978)
- Nata ieri (Born Yesterday) (1989)
- The Sisters Rosensweig (1993)

## Filmografia

### Cinema
- Ma papà ti manda sola? (What's Up, Doc?), regia di Peter Bogdanovich (1972)
- Paper Moon - Luna di carta (Paper Moon), regia di Peter Bogdanovich (1973)
- Il segreto della vecchia signora (From the Mixed Up Files of Mrs. Basil E. Frankweiler), regia di Fielder Cook (1973)
- Mezzogiorno e mezzo di fuoco (Blazing Saddles), regia di Mel Brooks (1974)
- Frankenstein Junior, regia di Mel Brooks (1974)
- Finalmente arrivò l'amore (At Long Last Love), regia di Peter Bogdanovich (1975)
- Il fratello più furbo di Sherlock Holmes (The Adventure of Sherlock Holmes' Smarter Brother), regia di Gene Wilder (1975)
- Won Ton Ton, il cane che salvò Hollywood (Won Ton Ton, the Dog Who Saved Hollywood ), regia di Michael Winner (1976)
- Alta tensione (High Anxiety), regia di Mel Brooks (1977)
- A proposito di omicidi... (The Cheap Detective), regia di Robert Moore (1978)
- Ecco il film dei Muppet (The Muppet Movie), regia di James Frawley (1979)
- Happy Birthday, Gemini (1980)
- Simon, regia di Marshall Brickman (1980)
- Io, modestamente, Mosè (Wholly Moses), regia di Gary Weis (1980)
- Il grugnito dell'aquila (First Family), regia di Buck Henry (1980)
- La pazza storia del mondo (History of the World - Part 1), regia di Mel Brooks (1981)
- Comiche dell'altro mondo  (Slapstick of Another Kind), regia di Steven Paul (1982)
- Scrambled Feet (1983)
- Group Madness (1983) (documentario)
- Barbagialla, il terrore dei sette mari e mezzo (Yellowbeard), regia di Mel Damski (1983)
- Per piacere... non salvarmi più la vita (City Heat), regia di Richard Benjamin (1984)
- Signori, il delitto è servito (Clue), regia di Jonathan Lynn (1985)
- Mio mini pony - Il film (My Little Pony: The Movie) (1986) (voce)
- Fievel sbarca in America (An American Tail), regia di Don Bluth (1986) (voce)
- Il matrimonio di Betsy (Betsy's Wedding), regia di Alan Alda (1990)
- Lucky Luke - Le fidanzate di Luke, regia di Ted Nicolaou (1991)
- Lucky Luke - Una notte di mezza estate, regia di Terence Hill (1991)
- Ricomincio da povero (For Richer, For Poorer), regia di Jay Sandrich (1992)
- Agenzia salvagente (Mixed Nuts), regia di Nora Ephron  (1994)
- Gli intrighi del potere - Nixon (Nixon), regia di Oliver Stone (1995)
- The Volunteers (1997)
- A Bug's Life - Megaminimondo (A Bug's Life), regia di John Lasseter e Andrew Stanton (1998) (voce)
- Judy Berlin, regia di Eric Mendelsohn (1999)

### Televisione
- Harvey - film TV (1972)
- La costola di Adamo (Adam's Rib) - Serie TV, 2 episodi (1973)
- Saturday Night Live - Programma TV (1976-1977)
- The Carol Burnett Show - Programma TV (1976)
- Muppet Show (The Muppet Show) (1977)
- Oh Madeline - Serie TV, 19 episodi (1983)
- Wanted: The Perfect Guy (1986)
- Signor presidente (Mr. President) - Serie TV, 14 episodi (1987)
- Monkey House - Serie TV (1991)
- La strada per Avonlea (Road to Avonlea) - Serie TV, 1 episodio (1991)
- Lucky Luke - Serie TV (1991)
- Sesamo apriti (Sesame Street) - Programma TV, 1 episodio (1991)
- New York News - Serie TV, 13 episodi (1995)
- Saturday Night Live (1995-1996)
- La vera storia di Ivana Trump (For Love Alone - Ivana Trump Story), regia di Michael Lindsay-Hogg - Film TV (1996)
- London Suite, regia di Jay Sandrich - Film TV (1996)
- Cosby - Serie TV, 60 episodi (1996)

## Riconoscimenti (parziale)
Premio Oscar
- 1974 - Candidatura come Miglior attrice non protagonista per Paper Moon - Luna di carta
- 1975 - Candidatura come Miglior attrice non protagonista per Mezzogiorno e mezzo di fuoco

Golden Globe
- 1973 - Candidatura come Miglior attrice debuttante per Ma papà ti manda sola?
- 1974 - Candidatura come Miglior attrice non protagonista per Paper Moon - Luna di carta
- 1975 - Candidatura come Miglior attrice non protagonista per Frankenstein Junior
- 1984 - Candidatura come Miglior attrice in una serie commedia o musicale per Oh Madeline

Tony Award
- 1974 - Candidatura come Miglior attrice protagonista in uno spettacolo per In the Boom Boom Room
- 1978 - Candidatura come Miglior attrice protagonista in un musical per On the Twentieth Century
- 1989 - Candidatura come Miglior attrice protagonista in uno spettacolo per Born Yesterday
- 1993 - Miglior attrice protagonista di uno spettacolo per The Sisters Rosensweig

## Doppiatrici italiane
Nelle versioni in italiano dei suoi film, Madeline Kahn è stata doppiata da:
- Angiolina Quinterno in Frankenstein Junior, Il fratello più furbo di Sherlock Holmes, Alta tensione, La pazza storia del mondo
- Flaminia Jandolo in Ma papà ti manda sola?, Paper Moon - Luna di carta
- Vittoria Febbi in Agenzia salvagente, Cosby
- Germana Dominici in Mezzogiorno e mezzo di fuoco
- Solvejg D'Assunta in A proposito di omicidi...
- Rosalba Caramoni in Ricomincio da povero
- Anna Rita Pasanisi in Per piacere... non salvarmi più la vita
- Manuela Andrei in Signori, il delitto è servito
- Paila Pavese ne Il matrimonio di Betsy

Come doppiatrice è sostituita da:
- Caterina Rochira in Mio mini pony - Il film
- Isa Bellini in Fievel sbarca in America
- Antonella Rendina in A Bug's Life - Megaminimondo